# Добове моніторування артеріального тиску
Добове моніторування артеріального тиску (ДМАТ) — методика дослідження серцево-судинної системи за допомогою приладу автоматичної реєстрації артеріального тиску (АТ) й частоти серцевих скорочень (ЧСС) протягом заданого проміжку часу з певними інтервалами. ДМАТ суттєво розширює можливості лікаря у діагностиці та лікуванні артеріальних гіпертензій, дозволяючи диференціювати істинну артеріальну гіпертензію від псевдогіпертензії, виявляти випадки гіпертензії «білого халата», виявляти зв'язок епізодів підвищення АТ із зовнішніми стресовими чинниками, виокремлювати пацієнтів з високоімовірною симптоматичною гіпертензією, проаналізувати показники динаміки АТ протягом доби (особливо вночі та в ранкові години), проаналізувати в динаміці ефективність призначеної антигіпертензивної терапії, одержати інформацію про динаміку АТ в умовах звичайної повсякденної активності пацієнта.

## Види
В основі усіх приладів автоматичної реєстрації АТ (моніторів АТ) — аускультативний або осцилометричний метод вимірювання АТ (або їх комбінація):
- аускультативний метод (Н. С. Коротков, 1905) — базується на вислуховуванні (аускультації) звукових тонів над пульсуючою артерією дистальніше манжети;
- осцилометричний метод (E.Marey, 1876) — базується на реєстрації змін об'єму пульсуючої артерії під наповненою повітрям манжетою з наступним аналізом осцилометричної кривої.

| Метод           | Переваги | Недоліки |
| --------------- | --- | --- |
| Аускультативний | 1. В усьому світі визнаний еталоном для неінвазивного вимірювання АТ, в тому числі для верифікації автоматичних приладів вимірювання АТ. 2. Висока стійкість до вібрації та положення кінцівки.                                                                                                | 1. Чутливість до сторонніх шумів, вимогливість до точності розташування мікрофона над артерією. 2. Необхідність безпосереднього контакту манжети з мікрофоном та шкіри пацієнта. 3. Визначення АТ утруднене при слабких тонах Короткова, при феномені «нескінченного тону», при вираженому феномені «аускультативного провалу». |
| Осцилометричний | 1. Низька чутливсть до шуму (може використовуватися навіть у кабіні гелікоптера). 2. Показники АТ мало залежать від розташування манжети на кінцівці (але якщо манжета не змістилася до ліктьового згину). 3. Можна визначати АТ через тонкий шар одягу, що не впливає на точність показників. | 1. Відносно низька стійкість до вібрації, рухів кінцівкою пді час замірів. 2. Неадекватність вимірювань АТ при фібриляції передсердь або іншій вираженій аритмії (якщо екстрасистоли складають понад 15-20 % скорочень). |

## Показання
- Діагностичні
  - Прогностичні
- Контроль терапії[1]

- Підозра на наявність синдрому «білого халата» (підвищення артеріального тиску виключно в присутності медперсоналу, при вимірюванні АТ в медичній установі).
- Діагностика нічної гіпертензії.
- Обстеження пацієнтів з підозрою на симптоматичну гіпертензію.
- Верифікація артеріальної гіпертензії у вагітних.
- Обстеження пацієнтів з конституціональною, ортостатичною гіпотензією, синкопе.
- Діагностика резистентної АГ.
- Оцінка індивідуального циркадного (добового) ритму регуляції АТ при хронотерапевтичному призначенні препаратів.
- Оцінка ефективності та безпечності гіпотензивної фармакотерапії, виявлення епізодичної гіпо/гіпертензії.
- Обстеження пацієнтів з пограничною (м'якою) артеріальною гіпертензією з метою визначення необхідності гіпотензивної терапії.
- Обстеження пацієнтів з синдромом обструктивного нічного апное.

## Протипоказання
- Енцефалопатія будь-якої етіології, що робить неможливим продуктивний контакт пацієнта с медперсоналом (високий ризик пошкодження приладу, одержання некоректних даних).
- Постійна форма фібриляції передсердь або часта (понад 10 % скорочень) екстрасистолія (одержання некоректних даних моніторингу).
- Різко виражена брадикардія (ЧСС менш, ніж 30 за хвилину) (одержання некоректних даних моніторингу).
- Інфекційно-запальні захворювання плеча у ділянці накладення манжети, травми плеча.
- Вимушене порушення нормального циркадного ритму сну та активності (неспання).
- Тромбоцитопенія, тромбоцитопатія у фазі загострення з підвищеним ризиком кровотеч.
- Погана переносимість процедури ДМАТ раніше, відмова пацієнта.

## Методика проведення

### Підготування
До початку процедури ДМАТ необхідно уточнити умови, в яких воно здійснюватиметься (амбулаторне моніторування або в стаціонарі, часові рамки нічного сну, заплановані фізичні навантаження тощо). На підставі опитування пацієнта приймається рішення про доцільність ДМАТ.
Об'єктивне обстеження пацієнта: визначення ритмічності пульсу та частоти серцевих скорочень, визначення АТ на обох руках аускультативним методом. Необхідно вивчити дані медичної документації пацієнта. При позитивному рішенні на проведення ДМАТ (наявність показів та відсутність протипоказів) необхідно одержати від пацієнта інформовану згоду на проведення дослідження.
Після одержання згоди необхідно налаштувати монітор АТ: встановити періодичність замірів АТ вдень та вночі, межі дня й ночі, рівень сигналу тривоги. Манжета підбирається індивідуально залежно від обхвату плеча пацієнта. Після підбору манжета накладається на плече пацієнта, з'єднується з реєстратором АТ, а реєстратор фіксується на поясі в чохлі (деякі моделі сучасних моніторів АТ фіксуються безпосередньо на манжеті).

### Процес моніторування
Після встановлення монітору необхідно видати пацієнту бланк щоденника та проінструктувати пацієнта відносно поведінки під час моніторування. Основні вимоги наступні:
- Ретельне ведення щоденника пацієнтом. Чим докладніші записи у щоденнику, тим легше здійснювати аналіз добового профілю АТ. Необхідно відмічати періоди фізичної та розумової активності, епізоди психоемоційних стресів, час прийому їжі, активного й пасивного відпочинку, межі нічного сну, епізоди нічних пробуджень, час прийому, дози та назви ліків та біологічно активних добавок (БАД).
- Контролювати правильне розташування манжети на плечі.
- Обережність при поводженні з приладом. Виключити удари, потрапляння у прилад рідини, вплив сильних електромагнітних випромінювань, рентгенівських променів, а взимку — низької температури.
- Розслаблення та максимальний спокій кінцівки під час вимірювання АТ приладом, не рухати кінцівками, не рухатися пішки, звільнити руку, на якій накладена манжета, від вантажу.
- Звести до мінімуму рух в транспорті під час дослідження, оскільки вібрація транспортного засобу може хибно сприйматися приладом як пульсація манжети і призвести до хибних вимірювань.
- Пацієнт повинен дотримуватися рекомендованого режиму сну та активності протягом дослідження, адже програма аналізу у більшості випадків дозволяє встановити лише один період сну — нічний; у випадку кількох періодів сну протягом 24-годинного циклу статистичний аналіз циркадних ритмів АТ значно ускладнюється або стає неможливим.
- Якщо пацієнт тимчасово зняв з плеча манжету — слід від'єднати від приладу повітряну трубку.

## Аналіз результатів моніторингу
Найбільшу увагу слід приділяти наступним показникам ДМАТ.

### Середні показники АТ
Аналізуються окремо показники систолічного, діастолічного і середнього АТ. В нормі середньодобовий АТ не перевищує 125/80 mm.Hg, середньоденний АТ до 135/85 mm.Hg, середньонічний до 120/75 mm.Hg (Рекомендації Української асоціації кардіологів з профілактики та лікування АГ, 2004). Епізодичне перевищення показників АТ спостерігається майже в усіх пацієнтів, але перевищення середніх показників уже свідчить про наявність більш або менш стабільної артеріальної гіпертензії. В таких випадках слід також оцінити інші показники: індекси часу й площі гіпертензії.

### Максимальні і мінімальні показники АТ в різні періоди доби
Самостійного діагностичного значення ці показники не мають, оскільки навіть в здорових осіб підвищення АТ завжди реєструються при фізичних навантаженнях та психоемоційних стресах. Понад те, відсутність адекватного приросту АТ і ЧСС при фізичному навантаженні має насторожити лікаря та направити на пошук причин ослабленої реакції серцево-судинної системи на навантаження. Нормальними (не підвищеними) показниками офісного АТ на сьогодні вважають: денний АТ — нижче 140/90 mm.Hg, нічний АТ — нижче 120/80 mm.Hg. Показники, які перевищують вказані межі, вважаються підвищеними.
Нижні межі норми артеріального тиску при ДМАТ наведені в таблиці.
|                         | Денний АТ, mm.Hg |                 | Нічний АТ, mm.Hg |                 |
| ----------------------- | ---------------- | --------------- | ---------------- | --------------- |
|                         | Систолічний АТ   | Діастолічний АТ | Систолічний АТ   | Діастолічний АТ |
| Чоловіки до 50 років    | 108              | 65              | 90               | 48              |
| Чоловіки понад 50 років | 108              | 65              | 87               | 50              |
| Жінки до 50 років       | 100              | 60              | 84               | 45              |
| Жінки понад 50 років    | 90               | 60              | 84               | 49              |

### Індекс часу
Індекс часу гіпертензії позначається у відсотках і відображує кількість замірів, коли АТ перевищував нормативний рівень (140/90 вдень та 120/80 вночі). Показник індексу часу гіпертензії нормується:
- для систолічного АТ — до 25 % (за ранніми джерелами до 20 %);
- для діастолічного АТ — до 15 %.

Для індексу часу гіпертензії середнього АТ показник 25 % й вище є однозначно патологічним та дає підстави для встановлення діагнозу гіпертонічної хвороби або симптоматичної гіпертензії. При показнику 50 % і вище в денний та нічний час діагностується стабільна артеріальна гіпертензія.
Бувають випадки, коли АТ перевищує нормальні показники протягом всього часу моніторингу, а індекс часу гіпертензії дорівнює 100 % та не відображує подальшого росту АТ. В такому випадку для оцінки динаміки АТ можна використовувати показник індексу площі гіпертензії.
Індекс часу гіпотензії вираховується аналогічно індексу часу гіпертензії — як відсоткове співвідношення часу, впродовж якого АТ був нижче норми.

### Індекс площі гіпертензії
Індекс площі гіпертензії (індекс «навантаження тиском», «площа під кривою»). Індекс площі вимірюється в умовних одиницях та відображує площу під кривою добового графіку АТ, що перевищує нормальні показники. Індекс площі не нормується, але дозволяє оцінити важкість навантаження тиском в динаміці в процесі лікування. Що вище цей індекс — тим важче гіпертензія.

### Варіабельність АТ
Варіабельність АТ вимірюється у mm.Hg та вираховується окремо для дня й ночі. Верхні межі норми для варіабельності АТ за різні проміжки часу: Систолічний АТ: доба до 15,2, день до 15, ніч до 15.
Діастолічний АТ: доба до 12,3, день до 14, ніч до 12.
Варіабельність АТ при 24-годинному моніторуванні найчастіше розраховується як стандартне відхилення від середнього розміру або коефіцієнт варіабельності за добу, день та ніч. Що вище варіабельність — тим гірше показники регуляції АТ (АТ нестабільний). Гіпотензивні препарати можуть як знижувати, так і підвищувати варіабельність АТ.

### Ступінь нічного зниження АТ (циркадний профіль АТ)
Ступінь нічного зниження АТ — один з найважливіших показників, це виражене у відсотках відношення середньоденних показників АТ до середньонічних. В нормі АТ вночі нижче порівняно з денним на 10-20 %. Показник циркадного профілю АТ дозволяє категоризувати пацієнтів за характером регуляції АТ протягом доби:
| Категорія пацієнтів                               | Ступінь зниження АТ вночі |
| ------------------------------------------------- | ------------------------- |
| Нормальне зниження АТ вночі (англ. «Dipper»)      | 10-20 %                   |
| Недостатнє зниження АТ вночі (англ. «Non-Dipper») | 0-9 %                     |
| Надмірне зниження АТ вночі (англ. «Over-Dipper»)  | Понад 20-22 %             |
| Підвищення АТ вночі (англ. «Night-Peacker»)       | Менше 0 %                 |

### Ступінь та швидкість ранкового підвищення АТ
Швидкість і амплітуда ранкового підвищення АТ оцінюються у діапазоні з 04:00 до 10:00 годин як різниця між максимальними та мінімальними показниками АТ протягом даного проміжку часу. Важливо пам'ятати, що для адекватної оцінки даного показника необхідне дотримання пацієнтом нормального режиму дня та ночі (тобто лягти спати до опівночі, ранкове пробудження — не пізніше 09:00).
Норми ранкового підвищення АТ:
- амплітуда підвищення АТ — до 56,5 mm.Hg;
- швидкість підвищення АТ — до 10 mm.Hg/год (у деяких джерелах вказана норма до 15 mm.Hg/год).

Амплітуда підвищення АТ понад норму буває у пацієнтів з ранковим «адренергічним сплеском» та завжди свідчить про підвищений ризик ранкових кардіоваскулярних подій. Іноді надмірна амплітуда спостерігається не внаслідок дуже високої ранкової гіпертензії, а при вираженій нічній гіпотензії у категорії пацієнтів «Over-Dipper». Така ситуація свідчить про високий ризик ішемічного інсульту.
Швидкість підвищення АТ понад 15 mm.Hg/год однозначно є патологічною і також свідчить про підвищений ризик кардіоваскулярних подій.

### Індекс ригідності артерій
Індекс ригідності артерій (англ. AASI – Ambulatory Arterial Stiffnex Index). ІРА вираховується за формою осцилометричного колоколу (або через коефіцієнт нахилу лінійної регресії ДАТ до САТ) та відображує ступінь жорсткості артеріальної судинної стінки. Загальновизнаних нормативів ІРА не існує. За даними окремих досліджень пропонуються наступні нормативи: до 0,50 для осіб молодого та середнього віку, до 0,70 для осіб похилого віку.

### Циркадний індекс частоти серцевих скорочень
Циркадний індекс ЧСС вираховується як співвідношення середньоденної ЧСС до середньонічної. В нормі він складає 1,22-1,45.[джерело?]
Зниження індексу спостерігається при монотонній ЧСС, коли серце перестає адекватно реагувати на сигнали вегетативної нервової системи при чергуванні періодів навантаження та відпочинку внаслідок захворювання, тобто наявний «ефект висковзування» серця з-під регулюючого впливу вегетативної нервової системи. Також зниження даного індексу спостерігається при впливі тривалодієвих β-адреноблокаторів.
Підвищення циркадного індексу ЧСС реєструється при синдромі слабкості синусового вузла, вегетосудинній дистонії з підвищенням варіабельності ЧСС, при неврозах, деяких пароксизмальних порушеннях серцевого ритму, при неправильному застосуванні короткодієвих бета-адреноблокаторів.